# Grötsch (Pawlowitzke)

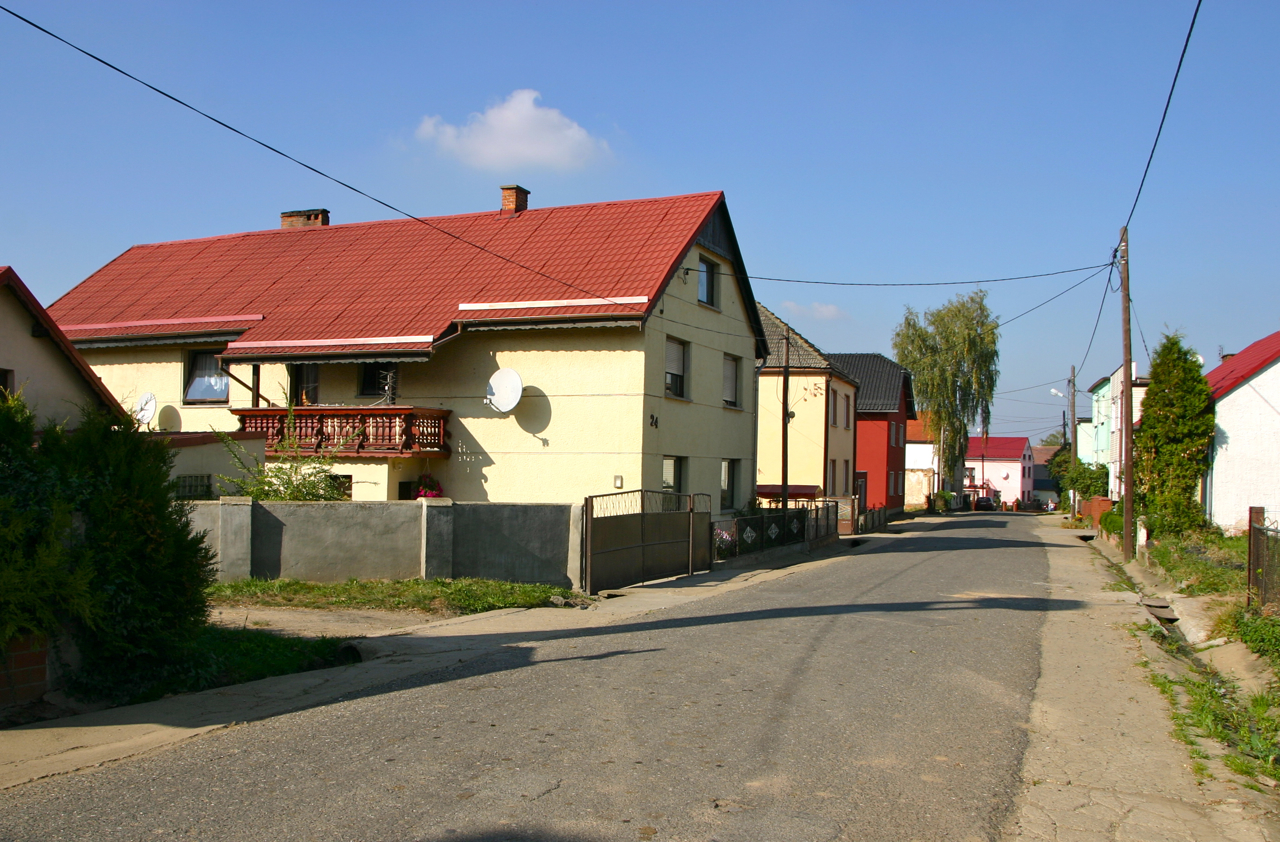
Ortsbild

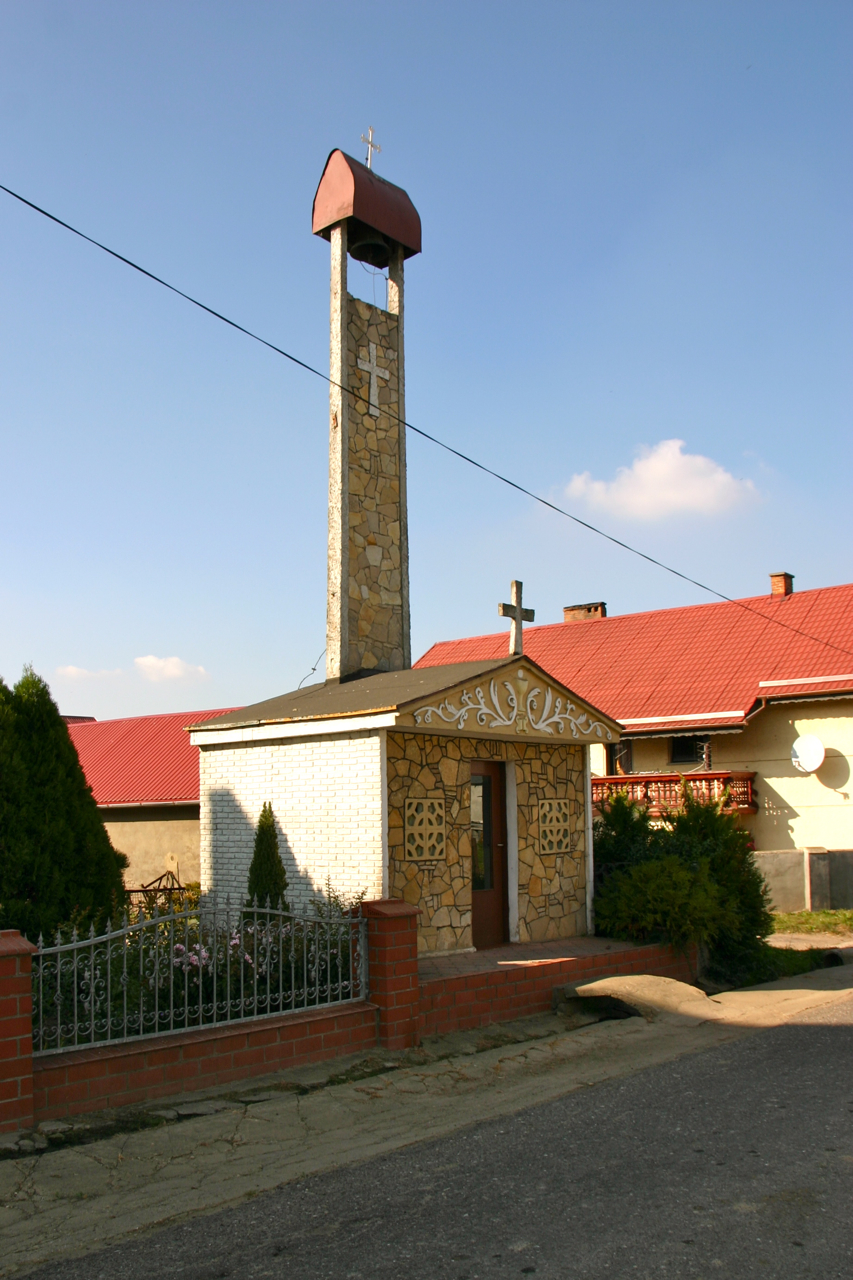
Wegkapelle

Grötsch, polnisch Grodzisko ist ein Ort in der Landgemeinde Pawlowitzke im Powiat Kędzierzyńsko-Kozielski der Woiwodschaft Opole in Polen.

## Geografie
Grötsch liegt rund elf Kilometer nordwestlich von Pawłowiczki (Pawlowitzke), 20 Kilometer westlich von Kędzierzyn-Koźle (Kandrzin-Cosel) und 41 Kilometer südlich von  Opole (Oppeln).

## Geschichte
Am 24. Juli 1321 wurden Arnold von Gläsen die Güter Groß Nimsdorf und Grötsch bestätigt, welche zudem von der Viehsteuer befreit wurden.
Der Ort wurde 1783 in Beyträge zur Beschreibung von Schlesien als Groetsch erwähnt, gehörte einem Herrn von Fragstein, lag im Landkreis Cosel und hatte 151 Einwohner, zwei Mühlen, zwei Bauern, 23 Gärtner und drei Häusler. 1865 bestand Grötsch aus einem Dorf und einem Restrittergut. Das Dorf hatte zu diesem Zeitpunkt zwei Bauernhöfe, 22 Gärtnerstellen, elf Häuslerstellen, eine Wassermühle und eine Schankwirtschaft mit Brauerei und Brennerei.
Bei der Volksabstimmung in Oberschlesien am 20. März 1921 stimmten 190 Wahlberechtigte für einen Verbleib Oberschlesiens bei Deutschland und sechs für eine Zugehörigkeit zu Polen. Grötsch verblieb nach der Teilung Oberschlesiens beim Deutschen Reich. Bis 1945 befand sich der Ort im Landkreis Cosel.
Als Folge des Zweiten Weltkriegs fiel Grötsch 1945 mit dem größten Teil Schlesiens an Polen. Nachfolgend wurde es in Grodzisko umbenannt. Die deutschen Einwohner wurden – soweit sie nicht schon vorher geflohen waren – vertrieben. Die neu angesiedelten Bewohner waren teilweise Zwangsumgesiedelte aus Ostpolen, das an die Sowjetunion gefallen war.
1945 wurde der Woiwodschaft Schlesien und 1950 der Woiwodschaft Oppeln eingegliedert. 1975 wurde der Powiat Kozielski aufgelöst. 1999 kam Grodzisko zum neugegründeten Powiat Kędzierzyńsko-Kozielski. Am 30. September 2014 erhielt der Ort zusätzlich den amtlichen deutschen Ortsnamen Grötsch.

## Sehenswürdigkeiten
- Wegkapelle
- Wegkreuze